# نورت اند (بوستون)
نورت اند (به انگلیسی: North End) یک منطقهٔ مسکونی در ایالات متحده آمریکا است که در بوستون واقع شده‌است. نورت اند ۱۰٬۱۳۱ نفر جمعیت دارد و ۴٫۸۸۸ متر بالاتر از سطح دریا واقع شده‌است.